# Malachiáš Welcker
Malachiáš Welcker (též Welkher, 1644 – 5. května 1712) byl osecký cisterciák, převor oseckého kláštera a kronikář.

## Život
Malachiáš Welcker, osecký cisterciák, byl v letech 1680-1686 duchovním správcem v Bořislavi, kam nastoupil poté, co tamní farář Andreas Auermayer zemřel při epidemii moru. Franz Sitte uvádí ve své knize Geschichte der Pfarrgemeinde Boreslau (Dějiny farnosti Bořislav), že z obav před nákazou musel bydlet mimo Bořislav samotnou (ve dvorci jménem Předboř), a bohoslužby konat kdesi na poli. Spolu s ním na Bořislavsku tehdy působil další osecký cisterciák, P. Arnold Reichmann.
Po šesti letech pastorační práce v Bořislavi se Welcker vrátil do oseckého kláštera, kde byl jmenován převorem. Současně sepisoval klášterní kroniku, shrnující dějiny Oseka a poutního místa v Mariánských Radčicích. Zemřel v Oseku jakožto senior opatství 5. května 1712.